# Pedro Aranda Díaz-Muñoz

Erzbischofswappen

Pedro Aranda Díaz-Muñoz (* 29. Juni 1933 in León de los Aldama; † 11. November 2018 in Tulancingo) war ein mexikanischer Geistlicher und römisch-katholischer Erzbischof von Tulancingo.

## Leben
Pedro Aranda Díaz-Muñoz empfing am 28. Oktober 1956 die Priesterweihe.
Papst Paul VI. ernannte ihn am 10. April 1975 zum Bischof von Tulancingo. Der Erzbischof von Mexiko, Miguel Darío Kardinal Miranda y Gómez, spendete ihm am 24. Juni desselben Jahres die Bischofsweihe; Mitkonsekratoren waren Mario Pio Gaspari, Apostolischer Delegat in Mexiko, und Anselmo Zarza Bernal, Bischof von León. Sein bischöflicher Wahlspruch ist „Amar, unir, servir“.
Papst Benedikt XVI. erhob am 25. November 2006 das Bistum zum Erzbistum und somit wurde er der erste Erzbischof von Tulancingo.
Am 4. Juni 2008 nahm Papst Benedikt XVI. sein aus Altersgründen vorgebrachtes Rücktrittsgesuch an.